# Mémorial de la France combattante
Le mémorial du Mont-Valérien est un monument d'hommage aux Français combattants, résistants déportés et exécutés par l'occupant allemand. Situé à Suresnes (Hauts-de-Seine), il comprend le mémorial de la France combattante, sur les flancs du mont Valérien, au pied de la forteresse du même nom, ainsi que le sentier mémoriel qui poursuit dans l'enceinte militaire, vers la clairière qui fut le lieu d'exécution.
Chaque 18 juin, la chancellerie de l'ordre de la Libération y organise une cérémonie de commémoration de l'appel du général de Gaulle.

## Histoire du mémorial

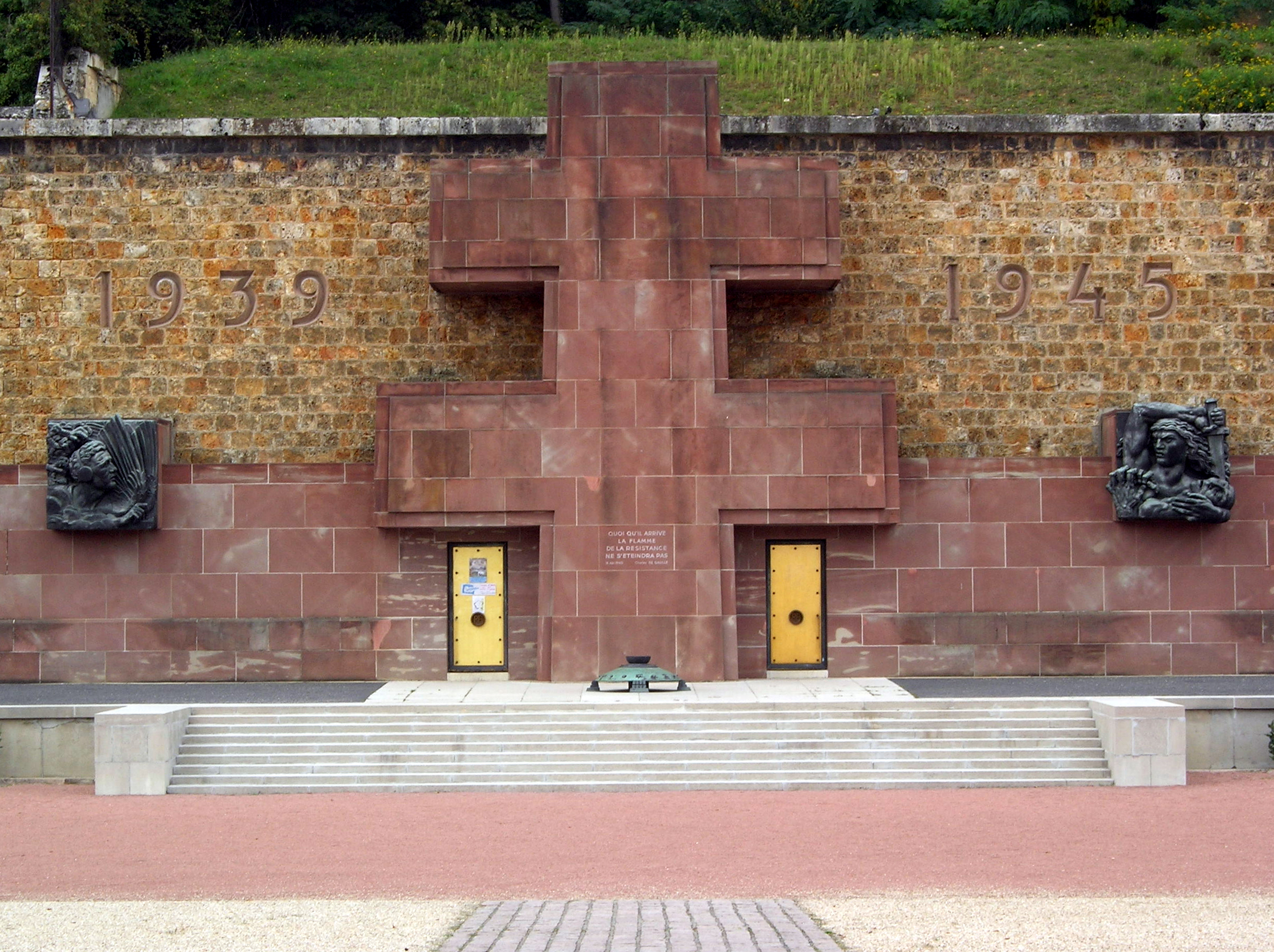
La croix de Lorraine au mémorial du mont Valérien.

Durant la Seconde Guerre mondiale et l'occupation allemande, la forteresse du Mont-Valérien fut le lieu de plus d'un millier d'exécutions de résistants et otages,,, parmi lesquels Honoré d'Estienne d'Orves et les vingt-deux membres du groupe Manouchian.
Le nombre de 4 500 fusillés gravé près du site d'exécution n'a pas été corrigé
Dès le 18 juin 1946, le général de Gaulle rend à cet endroit un hommage aux « massacrés et aux fusillés »,. Chaque 18 juin, la chancellerie de l'ordre de la Libération y organise une cérémonie de commémoration de l'appel du général de Gaulle, ce qui est prescrit depuis 2006 par le décret no 2006-313 du 10 mars 2006 instituant le 18 juin de chaque année une « Journée nationale commémorative de l'appel historique du général de Gaulle à refuser la défaite et à poursuivre le combat contre l'ennemi »,.
Le 11 novembre 1946, sous la direction d'Henri Frenay, alors ministre des Prisonniers, déportés et réfugiés du Gouvernement provisoire, quinze corps de combattants originaires de France et des colonies, dont deux femmes (Berty Albrecht et Renée Lévy), sont inhumés dans une crypte provisoire.

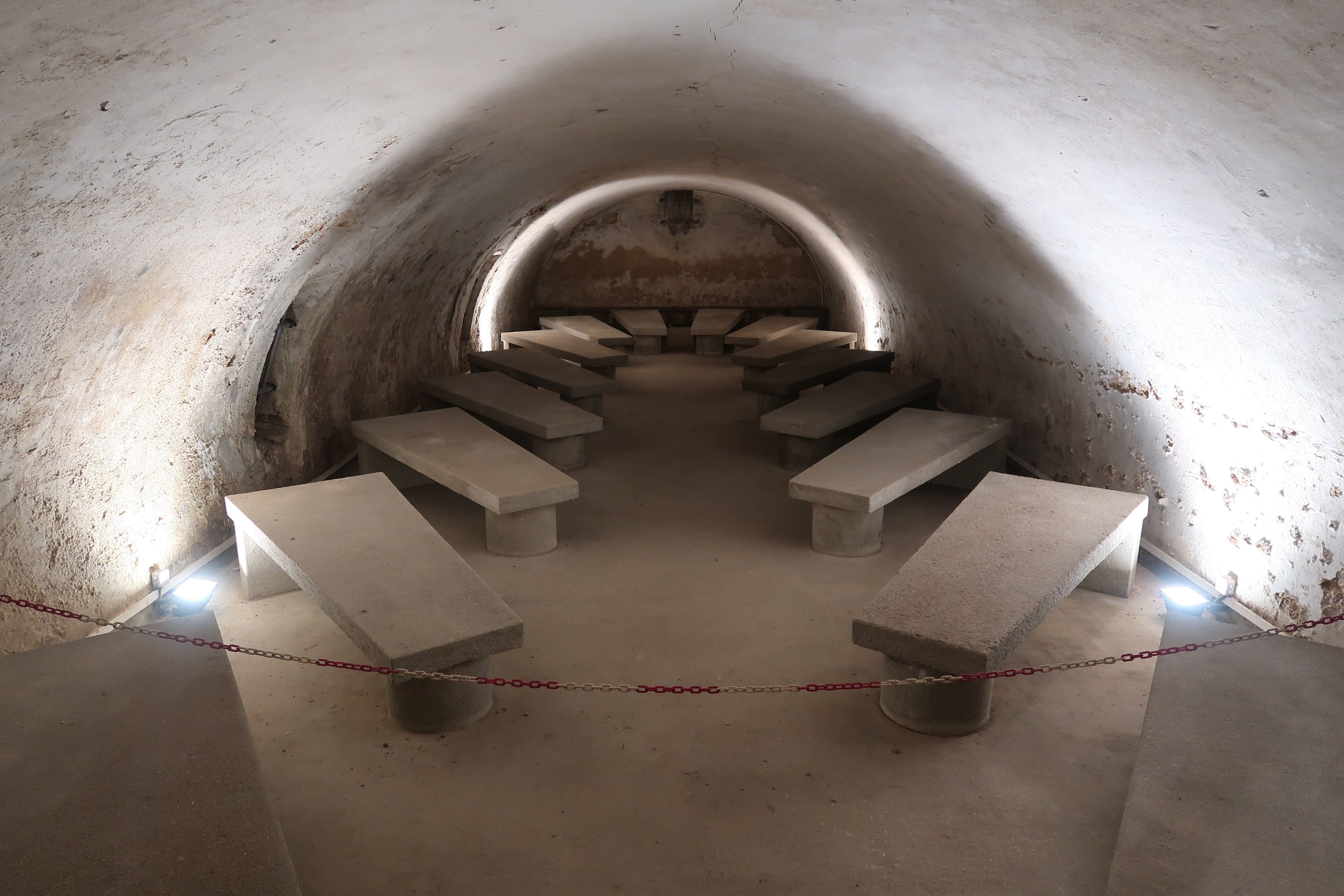
Crypte provisoire dans l'enceinte de la forteresse.
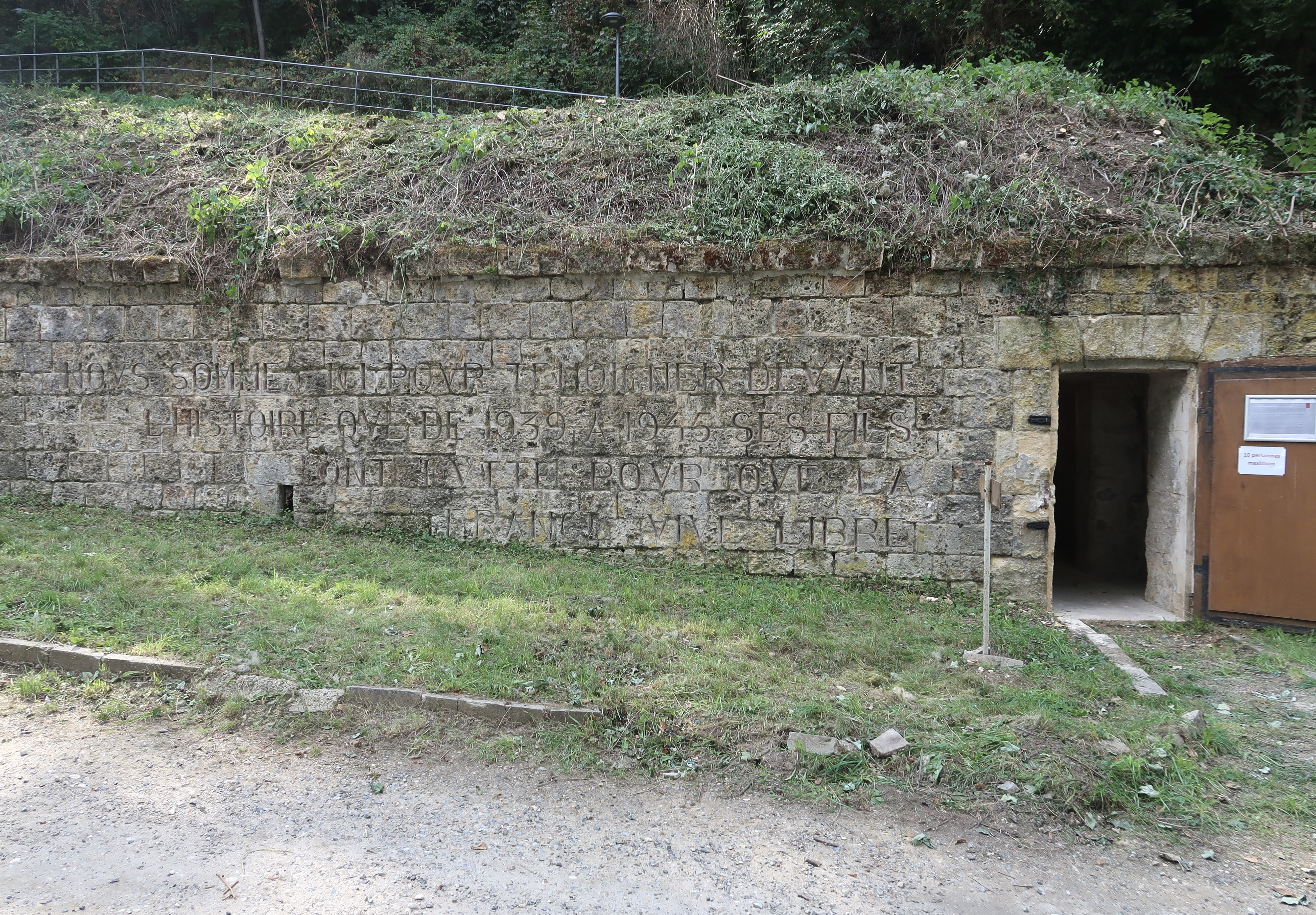
Inscription sur la façade de la crypte provisoire : « Nous sommes ici pour témoigner devant l'Histoire que de 1939 à 1945 ses fils ont lutté pour que la France vive libre »[6].

Frenay s'est inspiré du symbole du Soldat inconnu de la Grande Guerre, et l’a adapté aux spécificités de la Seconde Guerre mondiale. Les différentes catégories de combattants (combattants de 1940, FFL, résistants, déportés, prisonniers, hommes de la France d’Outre-Mer) sont représentées par la dépouille de l’un des leurs.
En 1952, on y place également le corps d'Edmond Grethen, un Français résistant d'Indochine fusillé par les Japonais.
En 1958, le général de Gaulle, revenu au pouvoir, charge l'architecte des bâtiments civils et palais nationaux Félix Brunau d'édifier un véritable monument, inauguré le 18 juin 1960.
Le 13 décembre 2021, le monument est vandalisé par des manifestants anti-pass sanitaire. Un texte « Anti-pass » est écrit sur une des faces, avec deux « S » imitant le symbole de la Schutzstaffel (SS). Plusieurs personnalités politiques, dont le président de la République française en exercice, Emmanuel Macron, ont fait part de leur indignation.

## Description du monument
L'esplanade du monument fait plus de 1 000 m2. Un mur de 150 m de long, en grès rose des Vosges, est accolé au rempart en meulière de la forteresse. Au milieu de ce mur, une grande croix de Lorraine de 12 m de haut marque l'entrée de la crypte où reposent dix-sept combattants, dont le dernier compagnon de la Libération Hubert Germain, inhumé le 11 novembre 2021. Les 17 caveaux y sont disposés en arc de cercle, avec au centre une urne contenant des cendres recueillies dans des camps de concentration, ornée d'une sculpture en métal représentant une flamme.
Sur le pied de la croix est gravée l'inscription extraite de l'appel du 18 Juin :

« QUOI QU'IL ARRIVE LA FLAMME DE LA RESISTANCE NE S'ETEINDRA PAS. 
18 juin 1940      Charles DE GAULLE »

Devant la croix de Lorraine, une flamme jaillit en permanence d'un brûloir en bronze. Le long du mur, seize sculptures différentes, équivalentes des métopes grecques, en bronze, symbolisent les différentes formes des combats pour la Libération.
Construit à partir de 2008, un centre d'information et d'accueil est ouvert depuis 2009 (au fond de l'allée à gauche du monument). Il propose notamment des visites du parcours mémoriel au sein de la forteresse.
Longtemps ouvert uniquement pour les commémorations, le site est visité en 2023 par 33 000 personnes, pour moitié dans le cadre de visites scolaires.

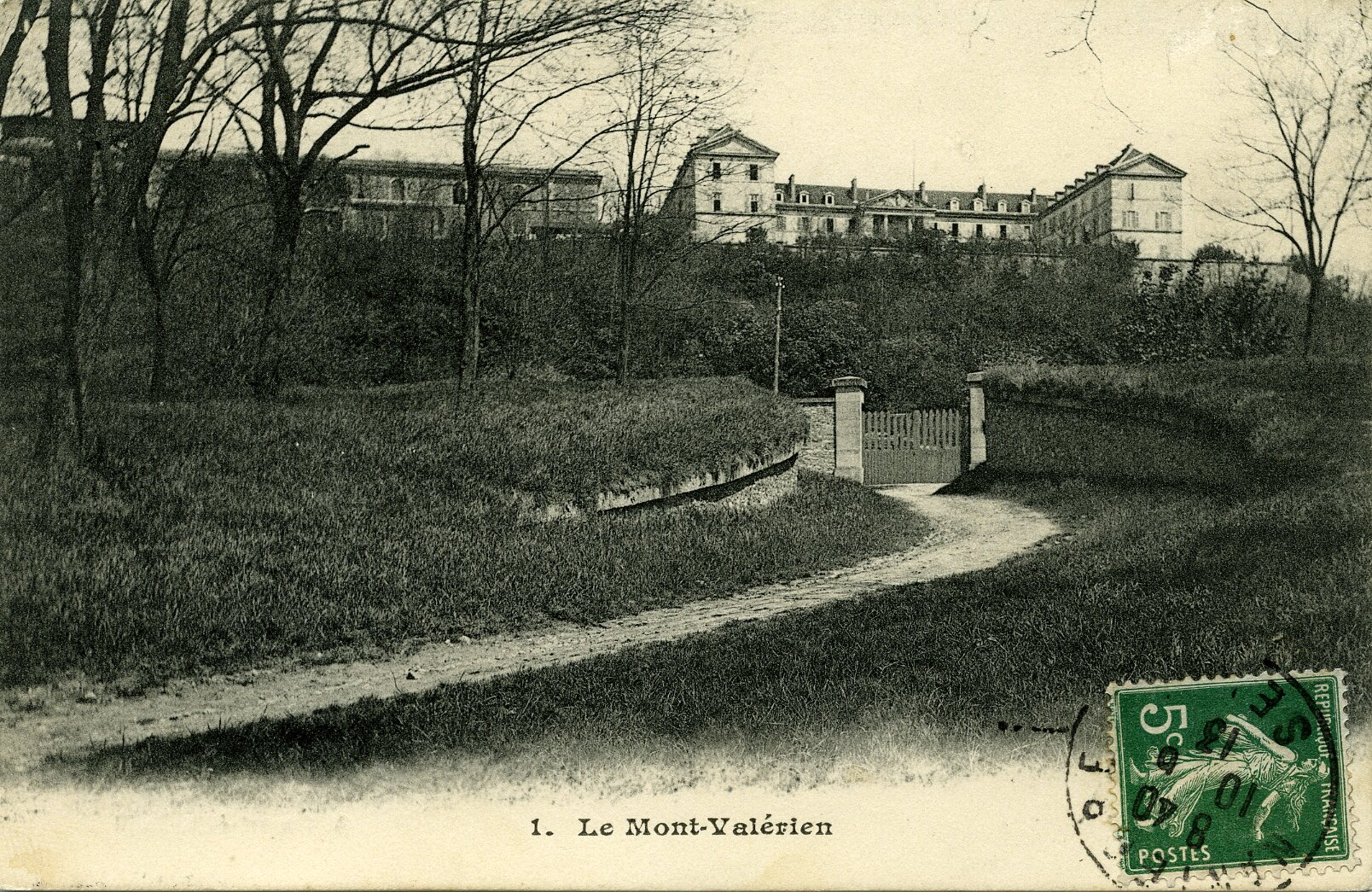
À l'emplacement du mémorial en 1913.
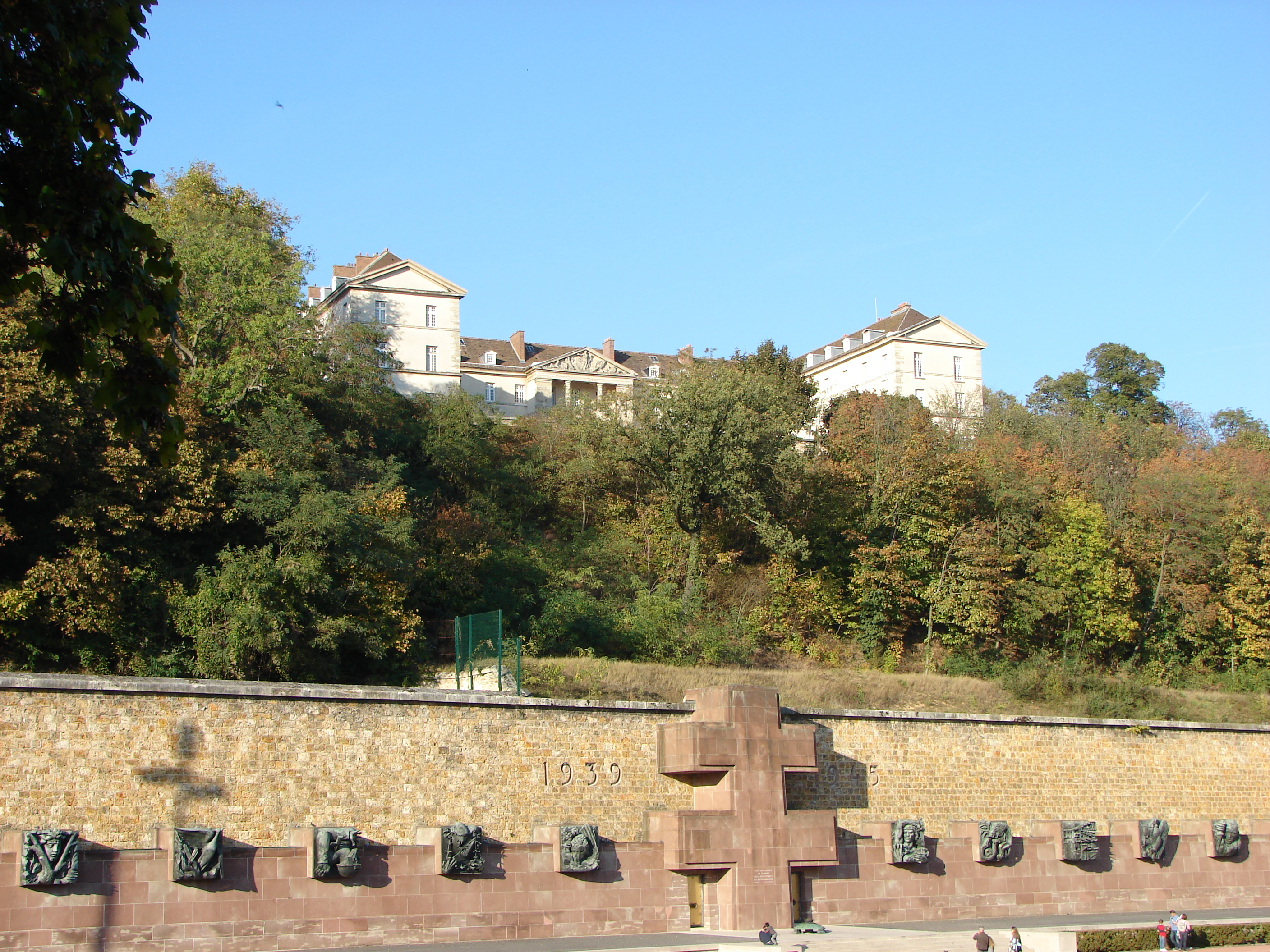
Le mémorial en 2011.

## Les caveaux de la crypte du mémorial

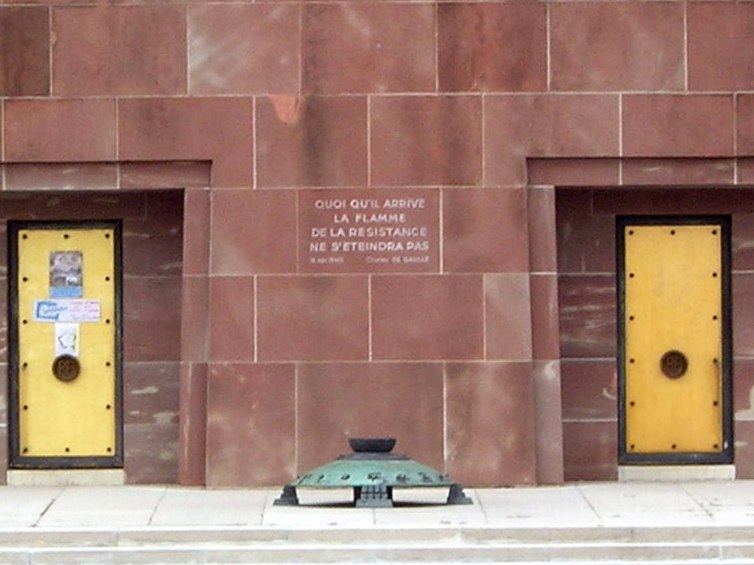
Entrée de la crypte.

La crypte contient dix-sept caveaux accueillant les corps de douze militaires (dont deux tirailleurs d'Afrique du Nord, deux tirailleurs d'Afrique noire et quatre membres des Forces françaises libres), et cinq résistants intérieurs (dont un FFI du Vercors et un de la résistance indochinoise):
1. Diasso Kal Boutie (1919-1940), soldat au 16e régiment de tirailleurs sénégalais, tué à l'ennemi le 28 mai 1940 à Fouilloy (Somme) ;
2. Edmond Grethen (1898-1945), inspecteur en chef de la garde indochinoise, fusillé par les Japonais le 16 mars 1945 à Thakhek, Laos ;
3. Raymond Anne (1922-1944), sergent FFI, « Filochard » dans la Résistance, tué à l'ennemi le 21 juillet 1944 à Vassieux-en-Vercors, Drôme ;
4. Maboulkede (1921-1944), soldat au 24e bataillon de marche (BM 24) de la 1re division française libre (1re DFL), tué à l'ennemi le 22 août 1944 à La Garde (Var) ;
5. Berty Albrecht (1893-1943), résistante, torturée, s'est suicidée à la prison de Fresnes en mai 1943 ;
6. Maurice Debout (1914-1944), prisonnier de guerre, fusillé le 13 mars 1944 à Oberornau (Bavière) pour refus d'obéissance ;
7. Pierre-Paul Ulmer (1916-1940), militaire au 4e régiment de dragons portés, tué à l'ennemi le 24 mai 1940 pendant la campagne de France à la ferme de Berthonval (Pas-de-Calais) ;
8. Georges Brière (1922-1944), matelot au 1er régiment de fusiliers marins, tué à l'ennemi le 25 novembre 1944 à Giromagny (Territoire de Belfort) ;
9. Hubert Germain (1920-2021), dernier compagnon de la Libération, mort le 12 octobre 2021 ;
10. Alfred Touny (1886-1944), résistant, fusillé en avril 1944 à Arras (Pas-de-Calais) ;
11. Jean Charrier (1920-1944), soldat au 152e régiment d’infanterie, tué à l'ennemi le 26 décembre 1944 à Courtelevant (Territoire de Belfort) ;
12. Allal Ould M'Hamed Ben Semers (1920-1944), soldat au 1er régiment de tirailleurs marocains, tué à l'ennemi le 6 octobre 1944 à Briançon (Hautes-Alpes) ;
13. Mohamed Amar Hedhili Ben Salem Ben Hadj (1913-1940), soldat au 4e régiment de tirailleurs tunisiens, tué à l'ennemi le 16 juin 1940 à Aunay-sous-Auneau (Eure-et-Loir) ;
14. Henri Arnaud (1907-1944), commandant la 4e escadre de chasse, tué à l'ennemi le 12 septembre 1944 à Roppe (Territoire de Belfort) ;
15. Maurice (Marius) Duport (1919-1944), sous-lieutenant au 22e bataillon de marche nord-africain (22e BMNA) (1re DFL), tué à l'ennemi pendant la campagne d’Italie, le 14 mai 1944 à San Clemente, Italie ;
16. Antonin Mourgues (1919-1942), caporal-chef au bataillon d'infanterie de marine et du Pacifique (BIMP), tué à l'ennemi le 1er novembre 1942 à El Mreir (Égypte), au cours de la seconde bataille d'El Alamein ;
17. Renée Lévy (1906-1943), résistante, décapitée le 31 août 1943 à la prison de Cologne (Allemagne).

Le quatrième caveau était d'abord destiné à un certain Robert B., dont il fut découvert par un journaliste peu avant l’inauguration officielle le 18 juin 1960 par Charles de Gaulle qu'il avait dénoncé des résistants. L'emplacement est d'abord resté vide avant que le caporal Maboulkede ne soit choisi peu après,.
Avant son entrée au Panthéon le 21 février 2024, le corps de Missak Manouchian repose la veille dans la crypte du Mont-Valérien.

## Les seize sculptures
Les hauts-reliefs, réalisés par seize sculpteurs différents, sont disposées en deux groupes de huit de part et d'autre de la croix de Lorraine, soit vues de gauche à droite :
- Alsace (sculpteur : Joseph Rivière) : pour la libération de l'Alsace (de novembre 1944 à février 1945). Deux mains entourent les armes de Colmar dont la masse d'armes d'or est réinterprétée comme « étoile d'espérance »[14].
- Casabianca (sculpteur : Georges Saupique) : le 27 novembre 1942, le sous-marin Casabianca parvient à s'échapper du port de Toulon investi par les Allemands et rejoint les Forces françaises d'Afrique du Nord. La lutte dans l'élément marin est figurée par un combat contre une pieuvre[14].
- Paris (sculpteur : Marcel Damboise) : Paris est libéré, le 25 août 1944, grâce à l'action de la Résistance, de la 2e division blindée du général Leclerc et des Alliés. La main de la résistance brise la chaîne et fait lâcher prise à celle de l'occupant[14].
- Maquis (sculpteur : Raymond Corbin) : en hommage à l'action des résistants maquisards. La sculpture représente les groupes armés dans les forêts, attentifs, prêts à jaillir[14].
- Alençon (sculpteur : René Leleu) : débarquée en Normandie, la 2e division blindée du général Leclerc est la première grande unité française engagée sur le sol national, elle libère Alençon le 11 août 1944. La sculpture représente le phénix renaissant de ses cendres[14].
- Saumur (sculpteur : Pierre Duroux) : rappelle le combat de Saumur, du 19 au 21 juin 1940, lors de la Bataille de France. Le sacrifice des combattants est représenté par un soldat percé d'une épée[14].
- Déportation (sculpteur : Henri Lagriffoul) : à la mémoire de tous les déportés (résistants, Juifs, Tsiganes, etc.), qui sont envoyés dans les camps de concentration et d'extermination où de nombreux meurent. Des mains tentent de libérer un cœur torturé par des fils barbelés[14].
- Forces aériennes françaises libres (sculpteur : Claude Grange) : les Forces aériennes françaises libres sont engagées sur tous les fronts. Un opérateur radio coiffé d'écouteurs affronte des rapaces représentant les forces ennemies[14].
- Action (sculpteur : Alfred Janniot) : l'Appel du 18 Juin du général de Gaulle, refusant l'armistice de 1940, donne naissance aux Forces françaises libres et à la Résistance française. Allégorie de la France résistante tenant d'un bras une épée, et de l'autre un combattant tué dont elle poursuit la lutte[14].
- Fezzan (sculpteur : Aimé Bizette-Lindet) : avec ses troupes, le général Leclerc s'empare de l'oasis de Koufra, le 2 mars 1941, puis conquiert le Fezzan. Un lion affronte un serpent devant un palmier[14].
- Fusillés (sculpteur : Maurice Calka) : entre 1940 et 1944, de nombreux Français et étrangers, résistants ou otages, sont fusillés. La composition complexe de la sculpture laisse entrevoir les corps transpercés par les balles[14].
- Cassino (sculpteur : Ulysse Gémignani) : l'action des troupes du général Juin permet aux Alliés de s'emparer en mai 1944 du monte Cassino, point de résistance des Allemands en Italie. Aigle étranglé par une main gantée[14].
- Bir Hakeim (sculpteur : Raymond Martin) : la 1re brigade française libre du général Koenig défend la position de Bir Hakeim en Libye, contre les Allemands et les Italiens, du 27 mai au 10 juin 1942. Barrage de fer et de feu brisé par le glaive[14].
- Narvik (sculpteur : Robert Juvin) : le corps expéditionnaire français s'empare de Narvik, le 28 mai 1940, puis regagne la France menacée d'invasion. Une partie des forces rejoint les Forces françaises libres du général de Gaulle. La sculpture représente un drakkar sous une pluie de flèches[14].
- Sienne (sculpteur : René Andrei) : le corps expéditionnaire français, commandé par le général Juin puis par de Lattre, achève glorieusement sa campagne en Italie après la libération de Sienne, le 3 juillet 1944. La sculpture du cheval est une évocation du Palio de Sienne[14].
- Rhin (sculpteur : Louis Dideron) : l'armée française de la Libération repousse l'offensive allemande sur Strasbourg puis franchit le Rhin le 31 mars 1945. La sculpture se compose d'un buste habitant le V de la victoire, surmontant les eaux du Rhin et une chaîne brisée[14].

## Philatélie
Le 9 avril 1962, la poste française émet un timbre postal représentant le mémorial de la France combattante, avec oblitération « premier jour » le 7 avril à Suresnes.